# Antoni Font i Renom
Antoni Font i Renom (Sabadell, 1964) és un polític català, regidor a l'Ajuntament de Sabadell i diputat al Parlament de Catalunya en la X legislatura.

## Biografia
En 1989 es llicencià en Ciències Polítiques i Sociologia per la Universitat Autònoma de Barcelona. Milità a Unió Democràtica de Catalunya del 1991 fins al 2016.
A les eleccions municipals espanyoles de 2007, 2011 i 2015 fou escollit regidor de l'ajuntament de Sabadell per CiU.
Fou elegit diputat per Barcelona a les eleccions al Parlament de Catalunya de 2012. Ha estat membre de la Diputació Permanent del Parlament de Catalunya.
Especialitzant en sostenibilitat urbana, intervenció del paisatge i gestió del patrimoni: Master International Degree in Landscape & Heritage Management de la Universitat Autònoma de Barcelona (2018/19) i el Màster d'Estudis Territorials i de la Població METiP de la Universitat Autònoma de Barcelona (2017/18)